# デミス・ニコライディス
デミス・ニコライディス（Demis Nikolaidis、1973年9月17日 - ）は、ドイツ・ギーセン出身のサッカー選手。現役時代のポジションはFW。元ギリシャ代表。

## クラブ経歴
ギリシャ国内の下部リーグで実績を積み、1996年の夏にAEKアテネFCへ移籍した。AEKアテネでは1996-97シーズンからの在籍7シーズン全てでリーグ戦2桁得点を挙げるなどストライカーとして活躍し、1998-99シーズンには22得点を記録してギリシャ・スーパーリーグの得点王に輝いた。ヨーロッパの国際大会でも得点を積み重ね、2000-01シーズンのUEFAカップにおいては6得点で得点ランキング2位に名を連ねた。同クラブでは公式戦通算190得点を記録しており、同クラブにおける歴代最多得点では4番目の成績となっている
。
2004年7月11日、初の海外挑戦の舞台としてアトレティコ・マドリードへ移籍した。加入後はフェルナンド・トーレスと2トップを形成して出場機会を得ていたが、加入後に悪化した椎間板ヘルニアによる負傷離脱を繰り返し、リーグ戦では22試合6得点という成績に落ち着いた。2004-05シーズン終了後、わずか1シーズンの在籍でクラブを退団し、現役からも引退した。

## 代表経歴
1995年4月26日、ロシア代表とのUEFA EURO 1996予選でギリシャ代表デビューを果たした。
ギリシャ代表が大会初優勝を果たしたUEFA EURO 2004では、ジシス・ヴリーザスとアンゲロス・ハリステアスに次ぐFWの3番手としてプレーしていたが、準決勝のチェコ代表戦後のトレーニング中に負傷したため、ポルトガル代表との決勝戦には出場できなかった。

## 人物
現役引退後の2004年5月から2008年11月までは古巣AEKアテネFCの会長を務めていた。

## タイトル

### クラブ
AEKアテナ
- ギリシャ・カップ : 3回 (1996-97, 1999-00, 2001-02)
- ギリシャ・スーパーカップ : 1回 (1996)

### 代表
ギリシャ代表
- UEFA欧州選手権 : 1回 (2004)

### 個人
- ギリシャ・スーパーリーグ得点王 : 1回 (1998-99)
- ギリシャ・カップ得点王 : 2回 (1995-96, 1999-00)
- ギリシャ年間最優秀選手賞 : 3回 (1997, 1998, 2002)